# Escorpión (arma)

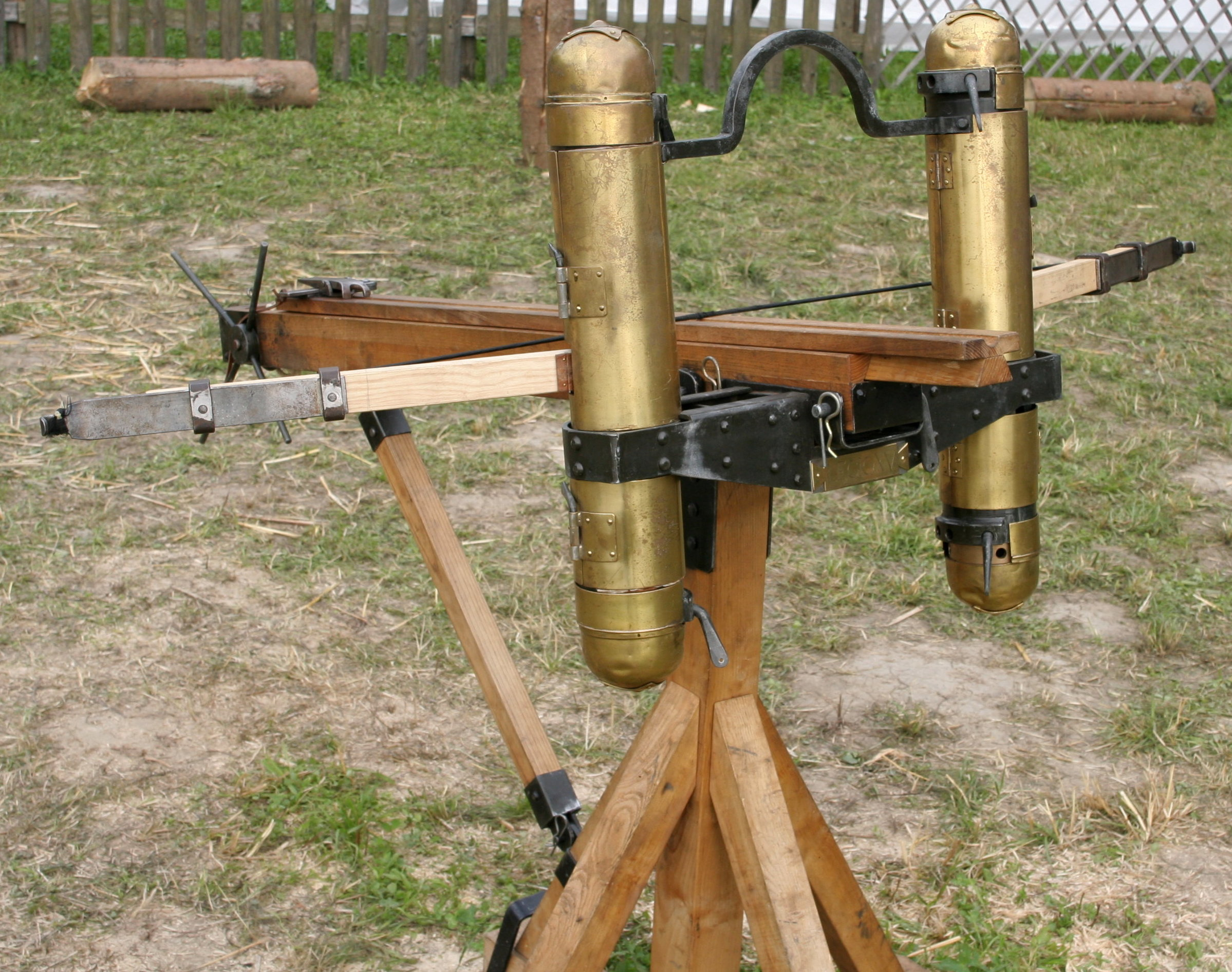
Reconstrucción moderna.

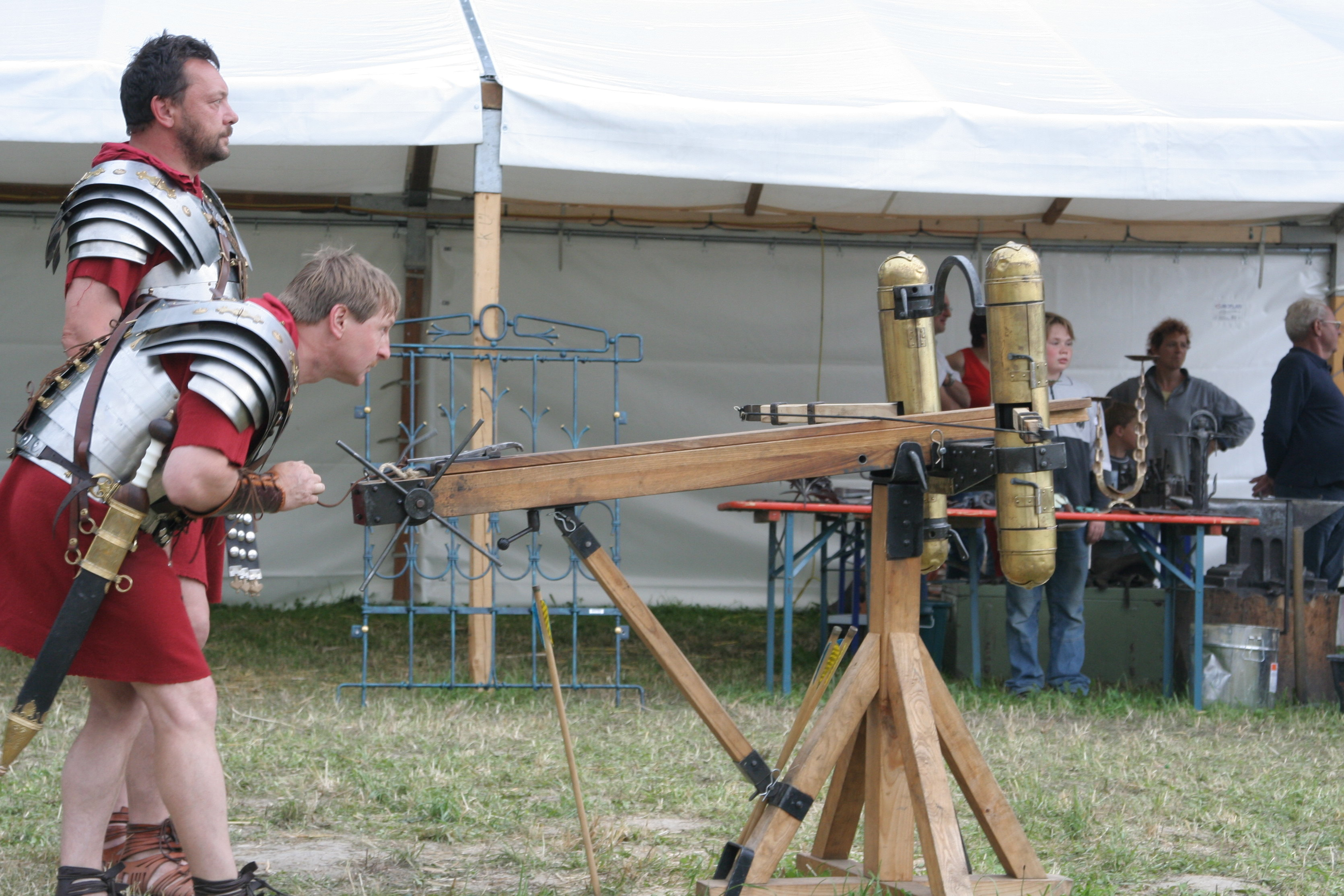
Reconstrucción moderna.

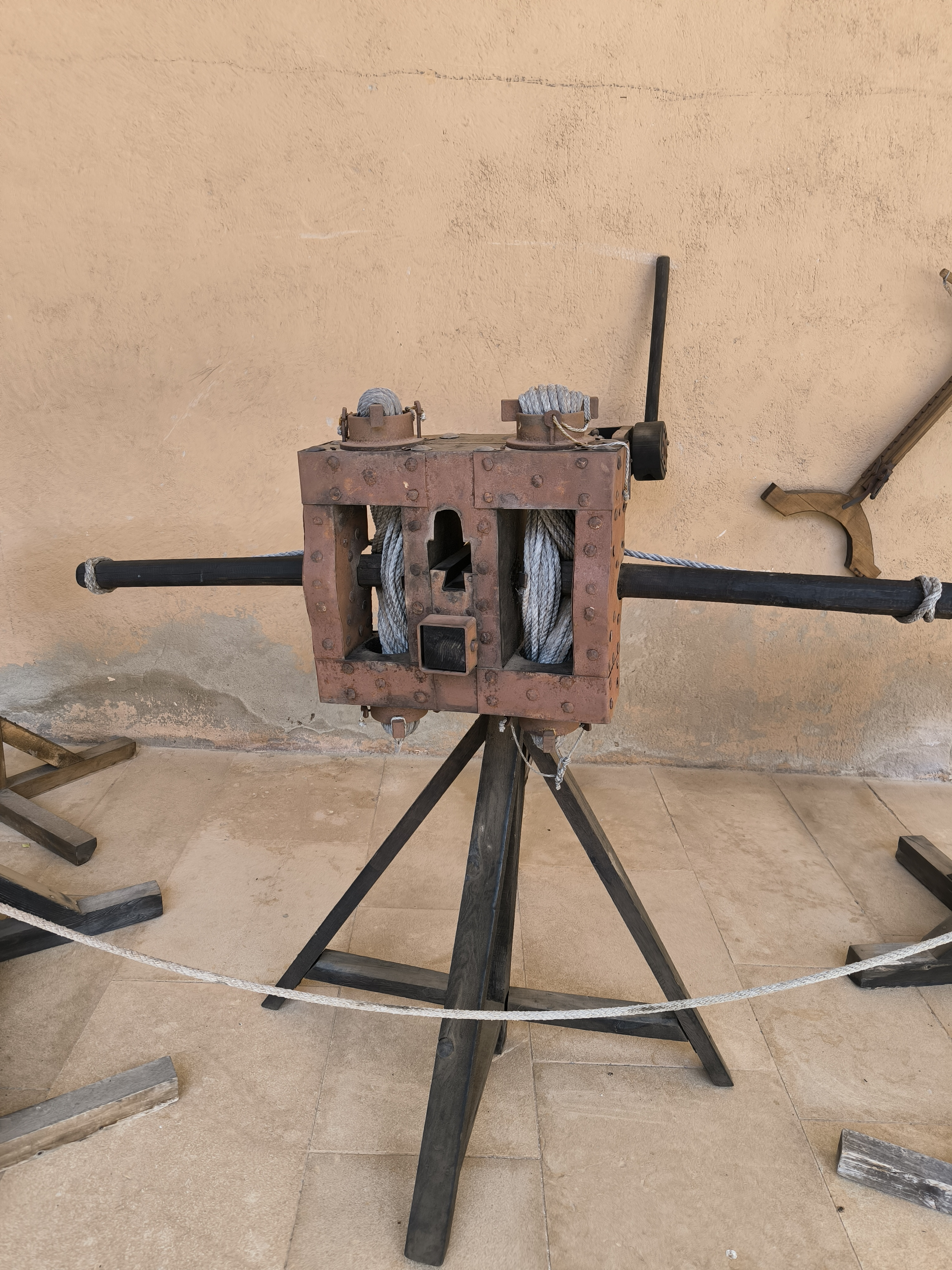
Reproducción de un escorpión en el castillo de Mora de Rubielos.

El escorpión era una máquina de guerra principalmente utilizada por las legiones romanas. Usaba la proyección, o tiro, para el ataque y defensa de plazas. Su nombre se debe a unas tenazas parecidas a las del escorpión, con que agarraba las piedras o dardos que tenía que proyectar.
La gran diversidad de los textos en que se describe esta máquina y su funcionamiento, envuelve en una gran oscuridad todo lo referente a su forma, magnitud y clase de proyectiles que arrojaba. Según Maizeroy, era una especie de catapulta pequeña, fundándose quizá para hacer tal afirmación en que Arquímedes las colocó empleándolas en sus famosas fenestrae o 'troneras' de Siracusa y en que Vegecio dice que se llamaron escorpiones en épocas anteriores lo que en su tiempo recibía el nombre de manubalista o 'ballesta de mano'.
Köhler sostuvo (Die Entwicklung des Kriegswesens und der Kriegführung in der Ritterzeit, Breslavia, 1886), que escorpión fue el nombre con que se conocía la catapulta durante la Edad Media. Bardin, en su diccionario, tampoco aclara la cuestión, pues nos dice que aunque Vitrubio afirma que la catapulta y el escorpión arrojan dardos y la ballesta piedras, Cicerón y Valerio Máximo llamaban ballesta a lo que Vitrubio catapulta, y Amiano, contemporáneo de Vitrubio, afirma lo contrario de este y llama onagro al escorpión. Para aumentar la confusión, Clonard, que en su obra Historia orgánica de la infantería y caballería considera al escorpión como una máquina de acción horizontal que arrojaba dardos, cita un texto de san Isidoro, quien en sus Etimologías dice:
«Scorpio est sagitta venenata arcu, vel tormentis excussa. Quae dum ad hominem venerit, virus, quo figit, infundit, unde et scorpio nomen accepit.».

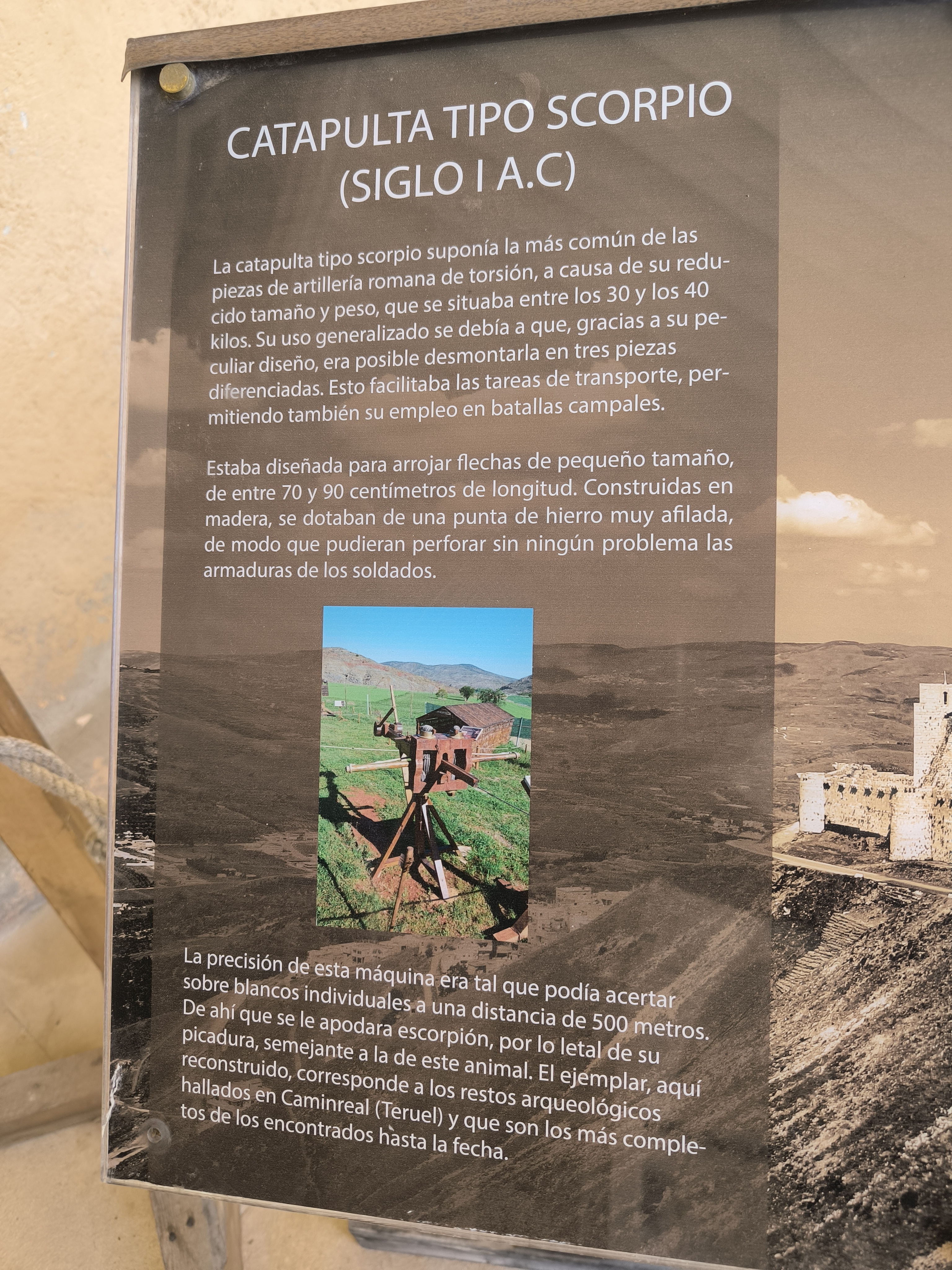
Información sobre los escorpiones en el castillo de Mora de Rubielos

En este mar de confusiones nos atendremos al texto de la Crónica del emperador Alonso VII, del que se deduce que los escorpiones debieron servir principal o quizá exclusivamente para disparar saetas: «Los moros pusieron gran cantidad de leña de noche al pie de la torre que estaba a la entrada del puente enfrente de San Fernando, y por medio de las ballestas y saetas procuraron encenderla arrojando vivísimo fuego de alcatrán; si bien los cristianos de la torre le apagaban vertiendo vinagre sobre la leña. Establecieron frente a la puerta que llaman de Almaguera, y en todas partes, muchas ballestas, enquinas y dardos, ingenios para arrohar piedras, spículos y scorpios para disparar saetas y fundíbalos, arietes y vincas, con las cuales socavaban los muros de la ciudad» (Crónica del emp. Alonso VII).